# Trygve Lie

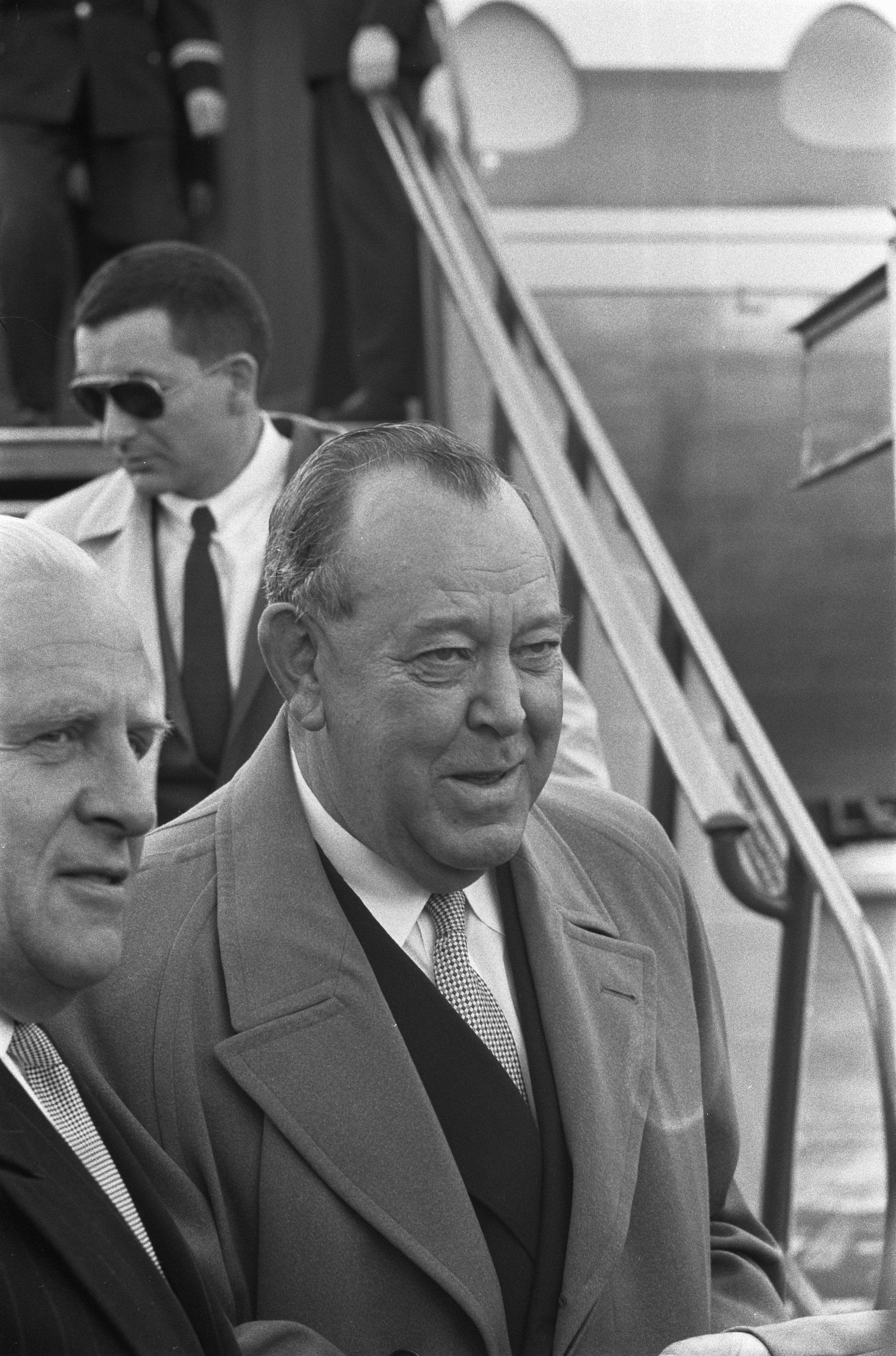
Trygve Lie (rechts), 1960

Trygve Halvdan Lie (* 16. Juli 1896 in Grorud; † 30. Dezember 1968 in Geilo) war ein norwegischer Jurist und Politiker. Von 1946 bis 1952 war er der erste offiziell ernannte Generalsekretär der Vereinten Nationen.

## Leben
Trygve Lie studierte Rechtswissenschaften an der Universität Oslo. Von 1922 bis 1935 arbeitete er unter anderem als Rechtsanwalt mit Zulassung für den Obersten Gerichtshof (Overrettssakfører) und als juristischer Berater für die Arbeidernes Faglige Landsorganisasjon. Ab 1931 stand er zudem für vier Jahre an der Spitze des Arbeidernes Idrettsforbund, eine der Vorläuferorganisationen des heutigen Norwegischen Sportverbandes. 1935 wurde der Sozialdemokrat Justizminister und im Juli 1939 Handelsminister von Norwegen. Ab 1937 gehörte er dem Storting an.
Nach dem deutschen Angriff auf Norwegen am 9. April 1940 ging er während der deutschen Besatzung Norwegens mit König Håkon VII. und der Regierung ins Exil nach London. Von 1941 bis 1945 gehörte er der norwegischen Exilregierung als Außenminister an.
Am 1. Februar 1946 wurde er zum ersten Generalsekretär der Vereinten Nationen ernannt. Er war sowohl für den Westen wegen seines Aufenthaltes in London als auch für die Sowjetunion wegen seiner Beteiligung an einer eher linksgerichteten norwegischen Regierung akzeptabel. Er übernahm die Geschäfte von Gladwyn Jebb, der bis zu diesem Zeitpunkt kommissarischer Generalsekretär war. Nach einem idealistischen Beginn trat die Spaltung der Welt in zwei Machtblöcke immer stärker hervor. Beide Seiten warfen ihm vor, die jeweils andere zu bevorzugen, und versuchten zugleich, die UNO zu instrumentalisieren. Ein wesentlicher Streitpunkt war die Frage, ob das kommunistische China oder die Exilregierung auf Taiwan (Republik China) einen ständigen Sitz im Weltsicherheitsrat erhalten solle. Zu den Erfolgen seiner Amtszeit gehören die Allgemeine Erklärung der Menschenrechte und die Vermittlung beim Abzug der Sowjetunion aus dem Iran.
1950 beschloss der Weltsicherheitsrat in Abwesenheit der Sowjetunion den ersten Militäreinsatz gegen Nordkorea, der die USA ermächtigte, zu Gunsten des überfallenen Südkoreas einzugreifen (Koreakrieg). Diese Parteinahme machte Lie in den Augen Stalins endgültig zum Gegner des Ostblocks, und er betrieb nun dessen Absetzung.
Lie wurde 1951 gegen den Willen der Sowjetunion von der Vollversammlung als Generalsekretär der Vereinten Nationen wiedergewählt, trat aber am 10. November 1952 frustriert zurück. Seinen Nachfolger Dag Hammarskjöld begrüßte er dementsprechend mit den Worten „Willkommen in New York und bei den Vereinten Nationen. Sie übernehmen hier den unmöglichsten Job der Erde.“
Von 1963 bis 1964 war er norwegischer Industrieminister. Im Zeitraum von 1964 bis 1965 übte er erneut das Amt des Handelsministers aus.
Lie wurde mit zahlreichen Orden und Ehrenzeichen ausgezeichnet, unter anderem mit der norwegischen Borgerdådsmedalje (1966), dem Großkreuz des Dannebrogordens (1954), dem Großkreuz des Sankt-Olav-Ordens (1953) und dem tschechoslowakischen Orden des Weißen Löwen (1948). 1950 wurde er in die American Academy of Arts and Sciences gewählt. Etwa 25 Universitäten verliehen ihm die Ehrendoktorwürde. In Oslo ist der Trygve Lies plass nach ihm benannt, auf dem eine von Nico Widerberg 1994 geschaffene Statue von Lie steht. In New York City gibt es eine Trygve Lie Gallery und Trygve Lie Plaza.
Trygve Lie starb 1968 im Alter von 72 Jahren.